# 190-es évek
Évszázadok: 1. század – 2. század – 3. század
Évtizedek: 140-es évek – 150-es évek – 160-as évek – 170-es évek – 180-as évek – 190-es évek – 200-as évek – 210-es évek – 220-as évek – 230-as évek – 240-es évek
Évek: 190 191 192 193 194 195 196 197 198 199

## Események
- 192 utolsó napján meggyilkolják Commodus császárt, ezzel kezdetét veszi a katonacsászárok uralkodása és a polgárháborúk kora, mely 197-ben ért véget.

## Híres személyek
- Pertinax római császár (193)
- Didius Iulianus római császár (163)
- Pescennius Niger keleti ellencsászár (193-194)
- Septimius Severus római császár (193-211)
- Clodius Albinus római császár, británniai ellencsászár (196-197)
- Zefirin pápa (199-217)